# 中国科学院昆明植物研究所

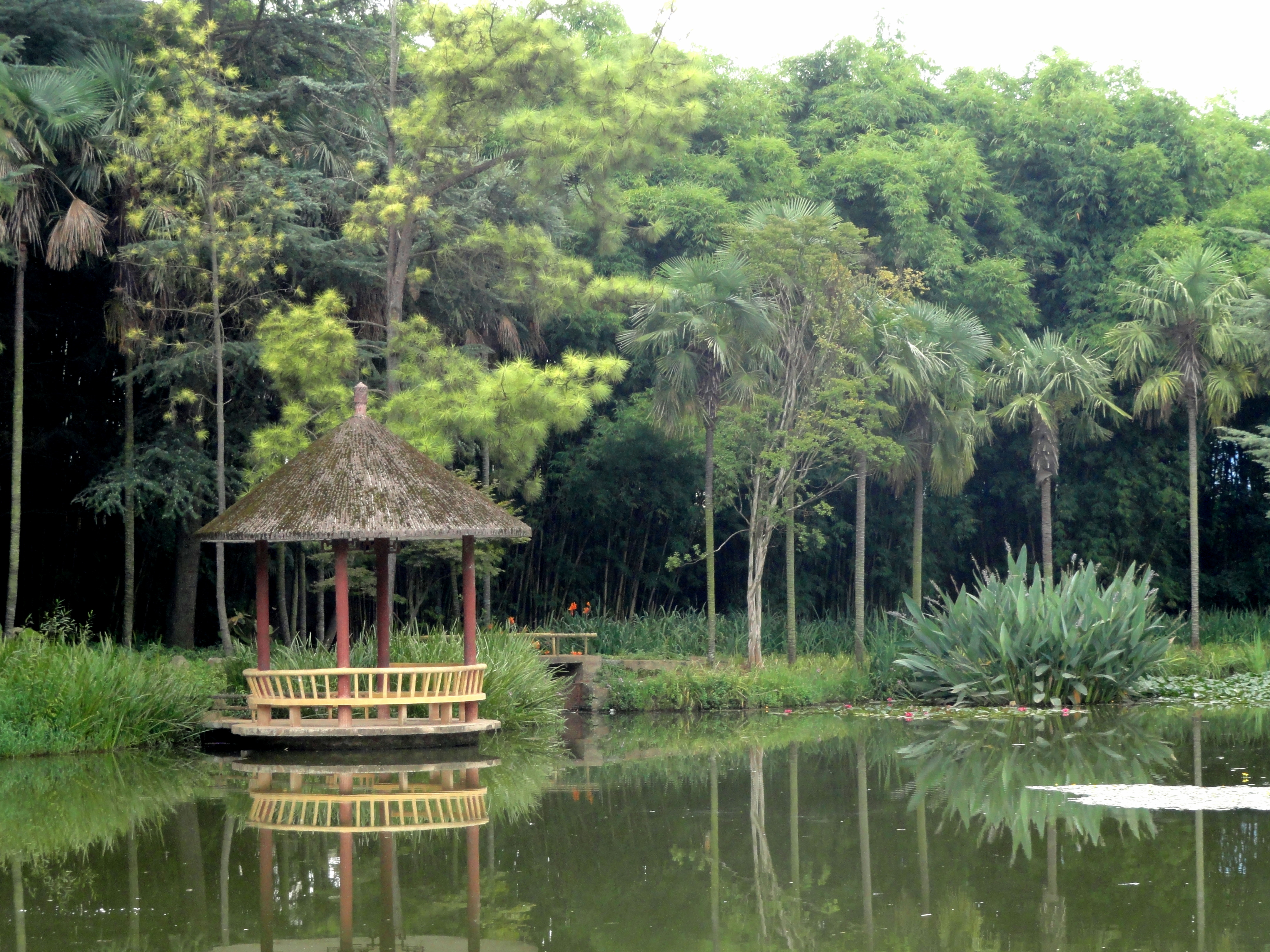
昆明植物园

中国科学院昆明植物研究所简称“昆明植物研究所”，是中国科学院直属的植物学与植物化学领域综合性研究机构。所训为“原本山川，极命草木”。建有昆明植物园和丽江高山植物园两个科学植物园。

## 历史沿革
前身是静生生物调查所和云南省教育厅于1938年7月合作成立的云南农林植物研究所，位于中国云南省昆明市北郊黑龙潭畔、元宝山下。静生生物调查所所长胡先骕担任首任所长。1950年4月转属中国科学院，更名为中国科学院植物分类研究所昆明工作站。1953年3月更名为中国科学院植物研究所昆明工作站。1959年4月经国家科委批准，正式成立中国科学院昆明植物研究所。
1987年1月1日正式成立民族植物學研究室，3月在西双版纳举办了中国首届民族植物学讲习班。1999年，昆明植物研究所第一批进入中国科学院知识创新工程项目。
“中国西南野生生物种质资源库”重大工程项目已经于2007年在昆明植物研究所建成并投入试运行。
2014年，昆明植物研究所与护肤品牌“植物医生”达成深入合作伙伴关系，联合成立“植物医生护肤研发中心”。
根据2016年度云南省生物医药和大健康产业新闻发布会的数据，昆明植物研究所的“植物化学与西部植物资源持续利用国家重点实验室”是世界上最大的天然产物研究中心。

## 研究生教育
截至2017年，昆明植物研究所有生物学和药学2个一级学科博士培养点，下设植物学、生物化学与分子生物学、药物化学和药理学4个二级博士培养点和对应硕士培养点，并在生物工程和药学2个专业型硕士培养点招生。

## 科研成果
1982年，研究所成功人工栽培出云南有名的特产——食用菌珍品竹荪。1984年，研究人员利用植物细胞组织培养技术，在国内首次培育出茶花育种新材料——金花茶的小苗，并移栽成功。

## 所管机构

### 中国西南野生生物种质资源库
中国科学院昆明植物研究所管理有中国西南野生生物种质资源库，该种质库项目由中国科学院和云南省共建，始于1999年吴征镒所提呼吁，该种质资源库于2004年开始建设，2005年正式开工，2007年建成并投入运行。截至2021年9月，该种质资源库保存有植物种子10601种、85046份，占据中国种子植物物种总数的36%。

## 历任领导
历任所长
| #  | 姓名          | 任期          |
| -- | ------------- | ------------- |
| 1  | 胡先驌        | 1938年—1950年 |
| 2  | 蔡希陶        | 1950年—1958年 |
| 3  | 吴征镒        | 1958年—1983年 |
| 4  | 周俊          | 1983年—1990年 |
| 5  | 孙汉董        | 1990年—1995年 |
| 6  | 许再富        | 1995年—1997年 |
| 7  | 郝小江        | 1997年—2005年 |
| 8  | 李德铢        | 2005年—2014年 |
| 9  | 孙航          | 2014年—2023年 |
| 10 | 普诺·白玛丹增 | 2023年—       |